# Чумпин, Степан Анисимович
Степан Анисимович Чумпин — российский рудознатец, вогул, открывший весной 1735 года месторождение горы Благодать. В источниках встречаются и другие фамилии Степана: Анисимов (по имени отца), Сабакин, Сабаков, Сабанков.

## Биография
Горный инженер Сергей Ярцев (Ярцов) 14 мая 1735 года доложил в Горную канцелярию, что вогул Степан Чумпин нашёл богатую железную руду на правом берегу Кушвы около впадению в Туру. Чумпин указал русским выходы руды на поверхность горы, получившей позднее название «Благодать», и удобные места для прокладки дорог к месторождению. В июне 1735 года месторождение осматривал представитель Уральской горнозаводской администрации горный инженер Е. М. Арцыбашев совместно с геодезистом В. Шишковым.
Историк Н. К. Чупин утверждает, что месторождение было открыто отцом Степана Анисимом около 1728 года. При этом он сохранил в тайне точное место, рассказав о нём сыну. Также претензии на первенство в открытии месторождения предъявлял другой житель вогульской деревни Ватино Яков Ватин, который не смог указать дорогу к горе.
В сентябре 1735 года Чумпин сопровождал В. Н. Татищева в поездке для осмотра горы Благодать. В ходе этой экспедиции Татищев убедился в богатстве месторождения и положил начало разработке месторождения и строительству Гороблагодатских заводов.
24 января 1736 года в Екатеринбургской конторе горного начальника Чумпину было выплачено 20 рублей вдобавок к выданным ранее 4 рублям 70 копейкам за его открытие. Относительно малое вознаграждение было вызвано имеющейся информацией о том, что о месторождении знали другие вогулы.
По легенде, Чумпин был сожжён соплеменниками за то, что указал русским на богатства священной для вогулов горы. Источником этой мистификации называют статью горного инженера К. П. Голляховского (Галляховского), опубликованную в 1827 году в «Горном журнале». Позднее, ссылаясь на Голляховского, легенду повторили другие учёные.

## Память
В 1826 году по инициативе начальника Гороблагодатских заводов Н. Р. Мамышева на южной вершине горы Благодать был открыт памятник Степану Чумпину в виде чугунной тумбы, увенчанной чашей с языком пламени. Памятник поставили на месте установленного ранее В. Н. Татищевым столба с надписью об открытии месторождения. Надпись на памятнике гласит: «Вогул Степан Чумпин сожжён здесь в 1730 году».